# 車城 (大字)
車城，臺灣台語口語上稱為柴城，是台灣屏東縣車城鄉的一個傳統地域名稱，也是全鄉行政中心所在地，位於該鄉中部偏西南。相較於今日行政區，其範圍大致包括統埔村南大半部、福興村、福安村東南部凸出部分的北半部。
本地區境內主要聚落為車城、下統埔、頂統埔，設有車城國中、車城國小。

## 歷史
台灣日治初期，車城地區為一街庄，稱為「車城庄」（舊制街庄），隸屬於興文里。該庄昔日西北及北與田中央庄為鄰，東北與蕃地為鄰，東與四重溪庄為鄰，南邊為保力庄、新街庄，西邊臨台灣海峽。
1901年（日治明治三十四年）11月11日，全台廢縣廳改設二十廳，該庄隸屬於恆春廳。1904年（明治三十七年）5月1日，該庄編入「車城區」，隸屬於恆春廳。1909年（明治四十二年）10月25日，全台合併二十廳為十二廳，車城區改隸屬於阿緱廳。1920年（大正九年）10月1日，全台地方制度大改正，廢十二廳改設五州二廳，該庄改制為「車城」大字，隸屬於高雄州恆春郡車城庄（新制街庄）。
戰後車城庄改制為車城鄉，隸屬於高雄縣，大字亦改制為村。1950年（民國39年）10月1日，高、屏分治，車城鄉改隸屬於屏東縣。
相較於今日行政區，本地區的範圍大致包括統埔村南大半部、福興村、福安村東南部凸出部分的北半部。

## 聚落
本地區發展較早的聚落為車城、下統埔、頂統埔，在日治期初期的官方地圖上已有記載。

## 交通
省道台26線是楓港至達仁的幹道，路線呈U字形，目前並未全線通車，主要通車路段經過本地區西部的車城聚落。由該道路北行可前往枋山鄉，並止於楓港地區的省道台9線路口；南行可前往恆春鎮、滿州鄉，並止於港口地區的縣道200甲線路口。
縣道199號是壽卡至車城的道路，其西側端點（終點）位於本地區西部車城聚落的省道台26線路口。由此北行（大方向，當地先向東行）可前往牡丹鄉、牡丹鄉/獅子鄉交界地帶、獅子鄉/台東縣達仁鄉交界地帶，並止於省道台9戊線路口。
鄉道屏151線是海口至竹城仔的道路，經過本地區中部偏東的統埔聚落。該道路在本地區有部分路段與縣道199號共線。
鄉道屏152線是海口至車城的道路，其南側端點（終點）位於本地區南部邊界地帶偏西側、車城聚落東南側的省道台26線路口，由此向西南西出境後轉北北西再入境，會經過本地區的西端。

## 學校
- 車城國中
- 車城國小

## 公務機關
- 車城鄉公所
- 屏東縣恆春戶政事務所車城辦公室
- 屏東縣政府警察局恆春分局車城分駐所

## 文化資產
- 大日本琉球藩民五十四名墓（歷史建築）

## 廟宇
- 車城福安宮（土地公廟）